# Labassee
Der Labassee (russisch Лабаз) ist ein See im Norden der russischen Region Krasnojarsk.

## Lage
Der Labassee liegt südlich der Taimyr-Halbinsel im Nordsibirischen Tiefland. Er befindet sich auf 47 m Höhe, ist 470 km² groß und hat, aus dem Weltall betrachtet, eine etwa ovale Gestalt. Zu seinen Zuflüssen gehören Jom und Njolda. An seinem Südwestufer wird der See vom Boganida-Quellfluss Kegerdi entwässert, so dass der See im Einzugsgebiet der Chatanga liegt. Östlich des Labassees befindet sich der kleinere Chargysee, westlich der Tonskoje-Sees.